# قائمة البعثات الدبلوماسية في سانت كيتس ونيفيس

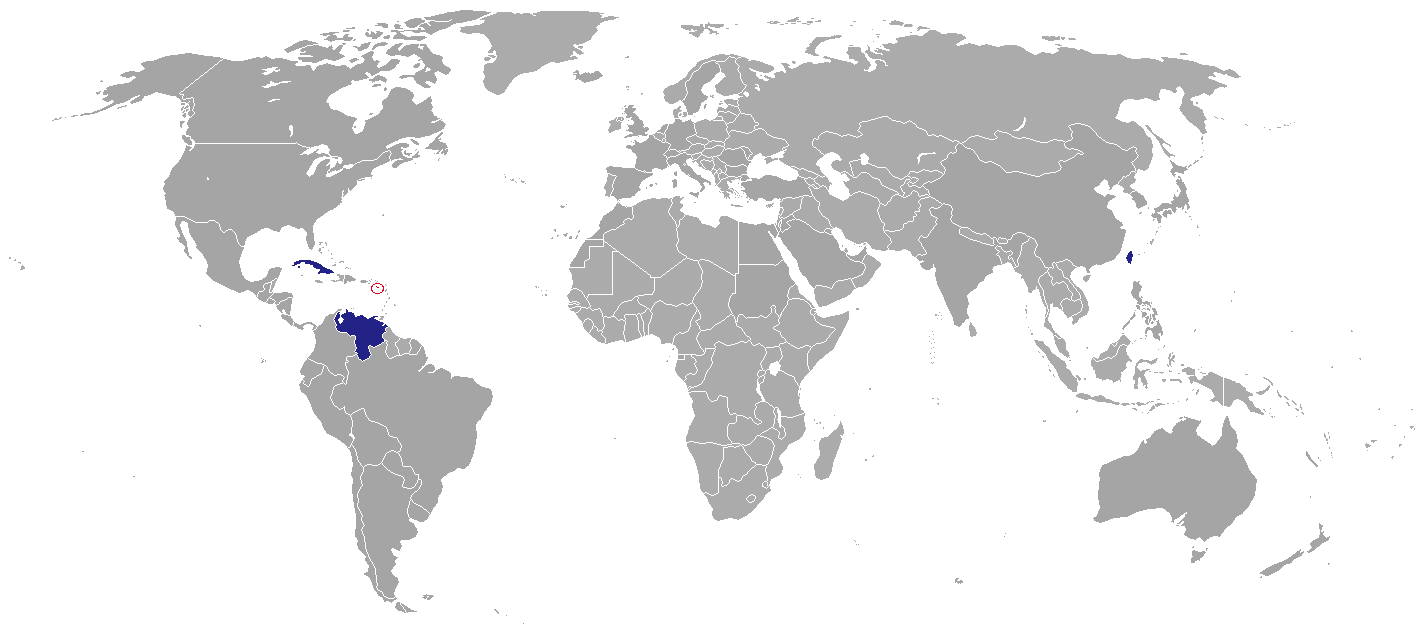
البعثات الدبلوماسية في سانت كيتس ونيفيس

قائمة البعثات الدبلوماسية في سانت كيتس ونيفيس (بالإنجليزية: List of diplomatic missions in Saint Kitts and Nevis)، هذه قائمة البعثات الدبلوماسية في سانت كيتس ونيفيس. في الوقت الحاضر، تستضيف العاصمة باستير 3 سفارات. العديد من الدول الأخرى لديها قناصل فخريون لتقديم خدمات الطوارئ لمواطنيها.

## السفارات في باستير
| - جمهورية الصين (تايوان) - كوبا - فنزويلا |

## سفارات غير مقيمة / مفوضيات عليا
- أفغانستان (واشنطن العاصمة)
- أستراليا (بورت أوف سبين)
- الجزائر (هافانا)
- الأرجنتين (كينغستون)
- النمسا (بوغوتا)
- بنغلاديش (هافانا)
- بنين (واشنطن العاصمة)
- بلجيكا (كينغستون)
- بوليفيا (سانتو دومينغو)
- البرازيل (بريدج تاون)
- بروناي دار السلام (واشنطن العاصمة)
- الصين (سانت جونز)
- ساحل العاج (هافانا)
- جمهورية إفريقيا الوسطى (واشنطن العاصمة)
- كندا (بريدج تاون)
- كوستاريكا (سانتو دومينغو)
- كولومبيا (بورت أوف سبين)
- الدنمارك (أوتاوا)
- دومينيكا (روسو)
- مصر (هافانا)
- إستونيا (واشنطن العاصمة)
- فنلندا (كاراكاس)
- فرنسا (كاستريس)
- ألمانيا (بورت أوف سبين)
- اليونان (كاراكاس)
- غواتيمالا (بورت أوف سبين)
- هايتي (سانتو دومينغو)
- إندونيسيا (بوغوتا)
- الهند (جورج تاون)
- آيسلندا (مدينة نيويورك)
- إسرائيل (سانتو دومينغو)
- إيطاليا (سانتو دومينغو)
- الأردن (واشنطن العاصمة)
- اليابان (بورت أوف سبين)
- كوسوفو (مدينة بنما)
- كينيا (هافانا)
- الكويت (هافانا)
- ليبيا (هافانا)
- لبنان (هافانا)
- لاوس (هافانا)
- لاتفيا (واشنطن العاصمة)
- ليسوتو (واشنطن العاصمة)
- ليتوانيا (واشنطن العاصمة)
- مالي (هافانا)
- ملاوي (واشنطن العاصمة)
- جزر المالديف (مدينة نيويورك)
- موريشيوس (واشنطن العاصمة)
- جزر مارشال (مدينة نيويورك)
- ماليزيا (كاراكاس)
- المغرب (هافانا)
- المكسيك (كاستريس)
- ناورو (مدينة نيويورك)
- النرويج (هافانا)
- نيكاراغوا (سانتو دومينغو)
- هولندا (بورت أوف سبين)
- نيبال (واشنطن العاصمة)
- عُمان (واشنطن العاصمة)
- البرتغال (هافانا)
- فلسطين (هافانا)
- الفلبين (واشنطن العاصمة)
- بولندا (بوغوتا)
- بيرو (سانتو دومينغو)
- بنما (سانتو دومينغو)
- قطر (سانتو دومينغو)
- جمهورية أيرلندا (واشنطن العاصمة)
- روسيا (كينغستون)
- رومانيا (هافانا)
- الجمهورية العربية الصحراوية الديمقراطية (مدينة نيويورك)
- السعودية (هافانا)
- جنوب إفريقيا (كينغستون)
- كوريا الجنوبية (سانتو دومينغو)
- إسبانيا (كينغستون)
- سيراليون (واشنطن العاصمة)
- السويد (ستوكهولم)
- سويسرا (سانتو دومينغو)
- السودان (واشنطن العاصمة)
- السنغال (واشنطن العاصمة)
- الصومال (واشنطن العاصمة)
- جنوب السودان (واشنطن العاصمة)
- سويسرا (واشنطن العاصمة)
- تايلاند (أوتاوا)
- تركمانستان (واشنطن العاصمة)
- توغو (واشنطن العاصمة)
- طاجيكستان (واشنطن العاصمة)
- تونس (واشنطن العاصمة)
- تركيا (سانتو دومينغو)
- تيمور الشرقية (هافانا)
- الإمارات العربية المتحدة (بوغوتا)
- أوغندا (واشنطن العاصمة)
- المملكة المتحدة (بريدج تاون)
- الولايات المتحدة (بريدج تاون)
- أوزبكستان (هافانا)
- فيتنام (هافانا)
- اليمن (هافانا)
- زيمبابوي (أوتاوا)
- زامبيا (واشنطن العاصمة)

## سفارة سابقة
- البرازيل.